# Pennabilli
Pennabilli (La Pénna in romagnolo) è un comune italiano di 2 684 abitanti della provincia di Rimini in Emilia-Romagna.

## Geografia fisica
Il territorio è interessato dal Parco naturale regionale del Sasso Simone e Simoncello e fa parte della Comunità montana Alta Valmarecchia.
Pennabilli è il secondo comune più alto della provincia di Rimini dopo Montecopiolo, ed il secondo comune più a sud della regione Emilia-Romagna, preceduto da Casteldelci.

## Storia
Ritrovamenti archeologici fanno risalire i primi insediamenti umani nel territorio di Pennabilli all'epoca etrusca e romana. 

Nel periodo delle invasioni barbariche le due alture impervie su cui sorge il capoluogo (ora chiamate "Roccione" e "Rupe") servirono da rifugio alle popolazioni stanziate nei dintorni e lungo il fiume Marecchia. Ebbero così origine le comunità di "Penna" e "Billi" i cui toponimi (l'uno derivante dal latino pinna, "vetta", "punta", l'altro da bilia, "cima tra gli alberi") fanno riferimento alla caratteristica conformazione dei due colli. Penna si sviluppò come borgo, Billi fu una rocca dei Malatesta; se ne ha menzione già nel 962, quando dall'imperatore Ottone fu data in feudo ai conti di Carpegna. I due borghi furono poi sotto la giurisdizione della Massa Trabaria. L'unione con il vicino castello di Billi avvenne nel 1350 con la posa della «pietra della pace» nella piazza del mercato sorta tra i due nuclei abitati. Da allora un'unica cerchia di mura cinse il centro abitato. Lo stemma del Comune di Pennabilli è rappresentato da un'aquila appollaiata su due rocche. Sulle rovine della rocca di Billi fu costruito un monastero.
Il comune passò più volte sotto l'influenza dei Malatesta, dei Montefeltro, dei Medici e dello Stato Pontificio. Nel 1572, con il trasferimento della sede vescovile da San Leo, papa Gregorio XIII lo insignì del titolo di città. Pennabilli è tuttora sede della diocesi di San Marino-Montefeltro.
Nell'Italia unita il comune di Pennabilli è appartenuto alle Marche (provincia di Pesaro e Urbino) fino al 15 agosto 2009, quando ne è stato distaccato, congiuntamente ad altri sei comuni dell'Alta Valmarecchia, in seguito al referendum del 17-18 dicembre 2006. Contro la variazione territoriale la regione Marche ha proposto ricorso alla Corte costituzionale, che lo ha ritenuto infondato e respinto.
Dal 20 maggio 2010 Pennabilli fa parte del club italiano di Bandiera arancione.
Nella prima metà del febbraio 2012 il territorio comunale è stato uno dei più colpiti da un'eccezionale nevicata: la neve ha raggiunto anche i 3 metri nel centro del paese. Domenica 19 giugno 2011 il comune ha accolto papa Benedetto XVI in visita pastorale.

### Simboli
Lo stemma, utilizzato dal comune anche se privo di formale decreto di concessione, raffigura due torri, sormontate dall'aquila feltresca, a rappresentare Penna e Billi uniti per dar luogo ad una sola entità comunale.
Il gonfalone è un drappo partito di azzurro e di bianco.

## Monumenti e luoghi d'interesse

### Architetture religiose
- Duomo di Pennabilli, cattedrale della diocesi di San Marino-Montefeltro.
- Santuario della Beata Vergine delle Grazie (secoli XII - XVI).
- Eremo della Madonna del Faggio, sito in località Bascio[10]. Fa parte del complesso anche la chiesa di San Lorenzo diacono e martire[11].

### Architetture civili

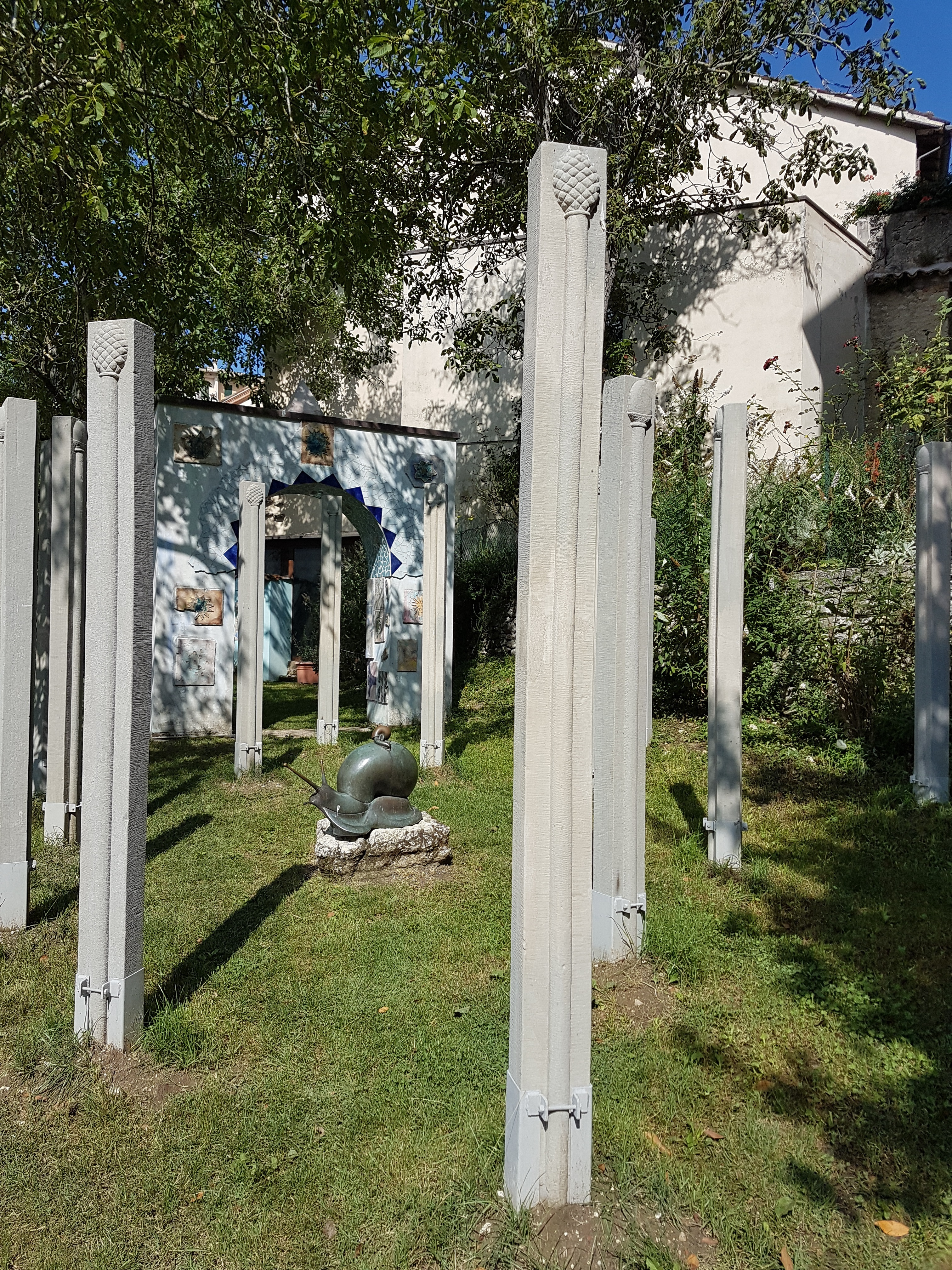
Un angolo dell'Orto dei frutti dimenticati

- Museo diffuso I luoghi dell'anima ideato da Tonino Guerra, composto da sette installazioni: l'Orto dei frutti dimenticati (ove convivono installazioni artistiche e varietà di alberi da frutto che oggi nessun contadino coltiva più: vi si trovano esemplari, ad esempio, di cuccarina, pera cotogna, giuggiolo, uva spina e biricoccolo), la Strada delle meridiane[12], il Rifugio delle Madonne abbandonate, il Santuario dei pensieri[13], l'Angelo coi baffi[14] e il Giardino pietrificato (in località Castello di Bascio)[15], la Madonna del rettangolo di neve (in località Poggio Bianco). Sono visitabili gratuitamente tutti i giorni
- Palazzo del Bargello
- Palazzo della Ragione, detto Le Logge
- Palazzo baronale dei principi di Carpegna (rudere) in frazione Scavolino
- Ex Palazzo comunale con il caratteristico portico

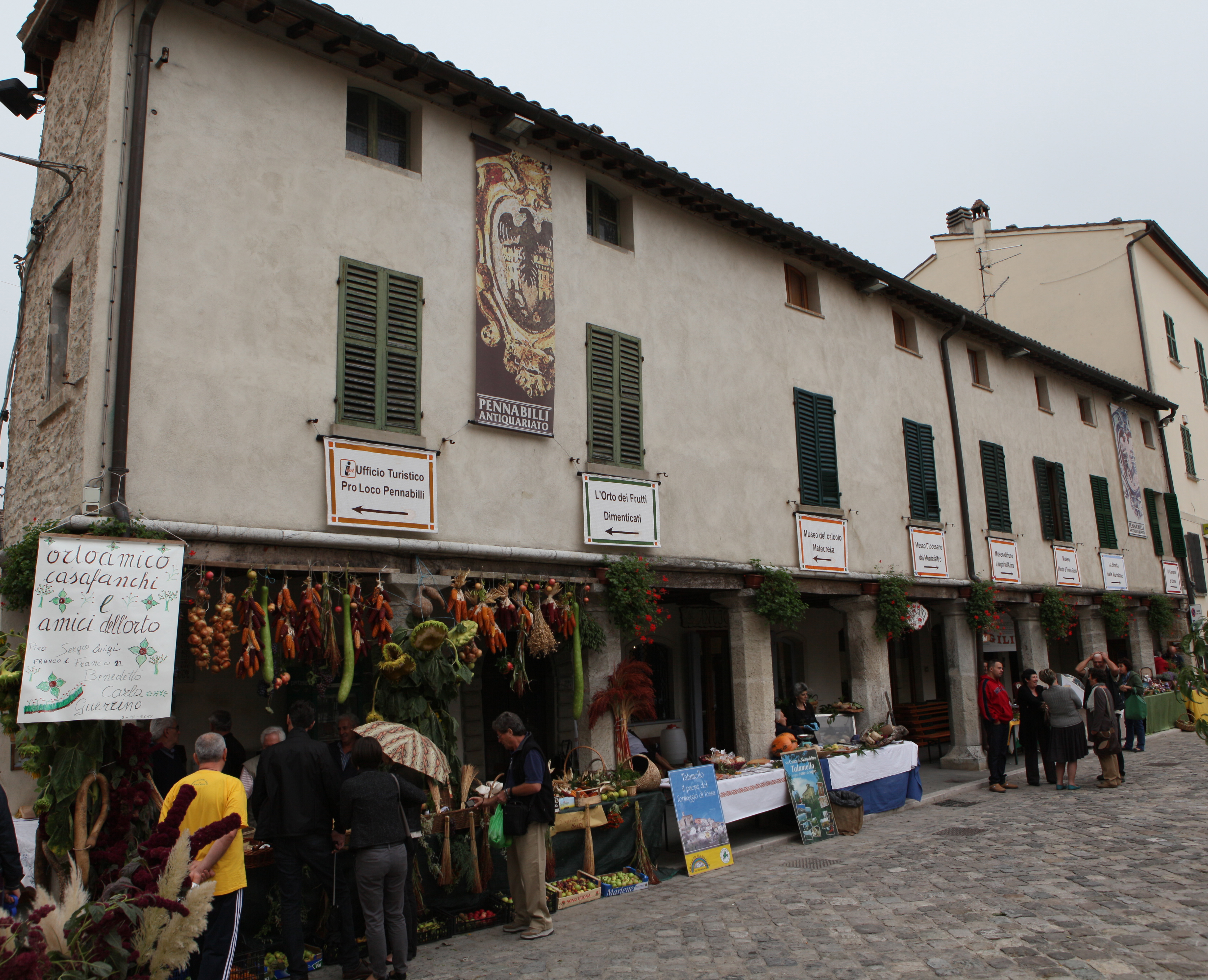
Il Palazzo della Ragione

- Borgo antico di Molino di Bascio.

### Architetture militari
- Antiche mura malatestiane, in via della Vigna, in via dei Pensieri sospesi e in via del Roccione. Di particolare rilievo il torrione.

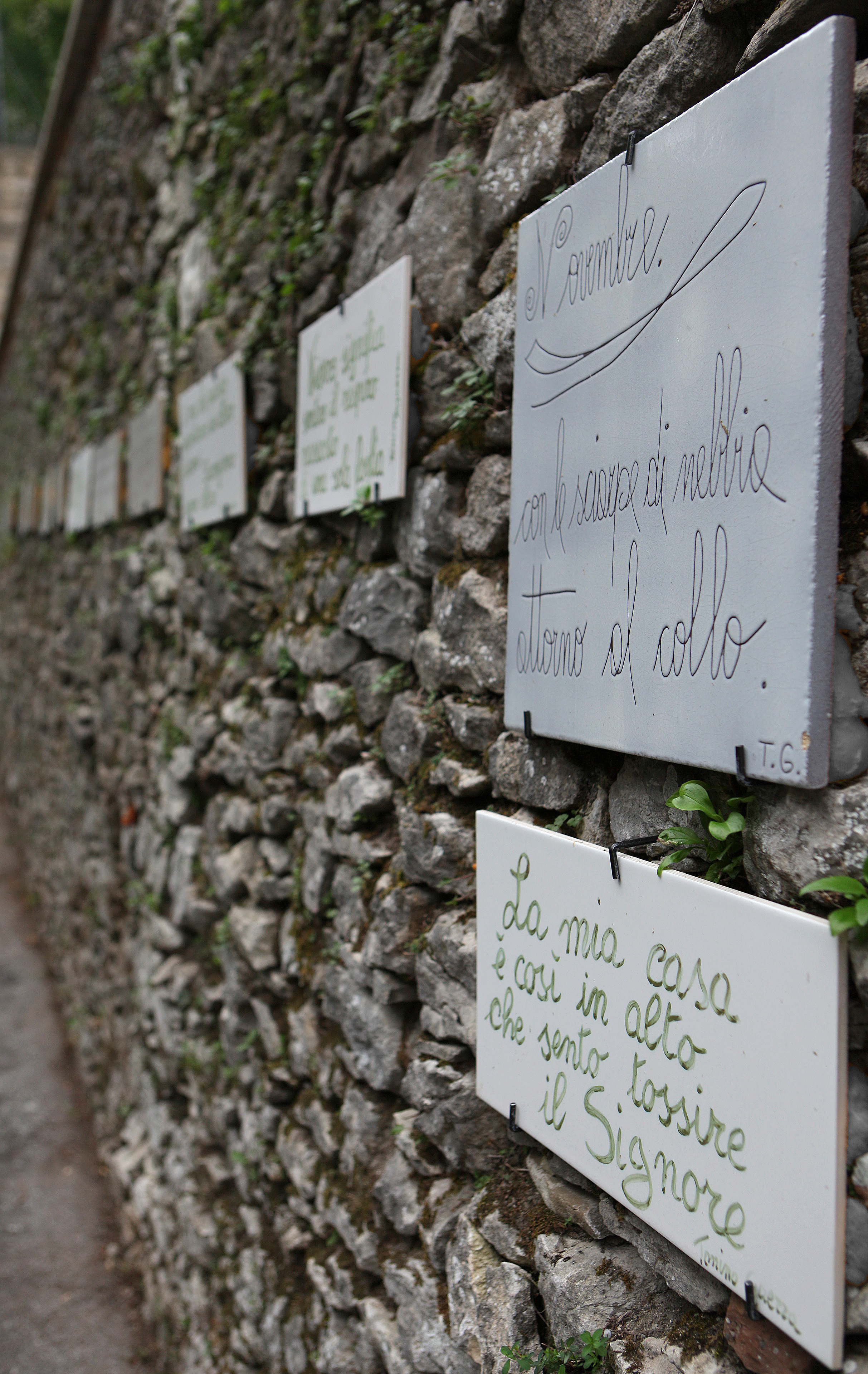
Via dei Pensieri Sospesi dedicata a Tonino Guerra
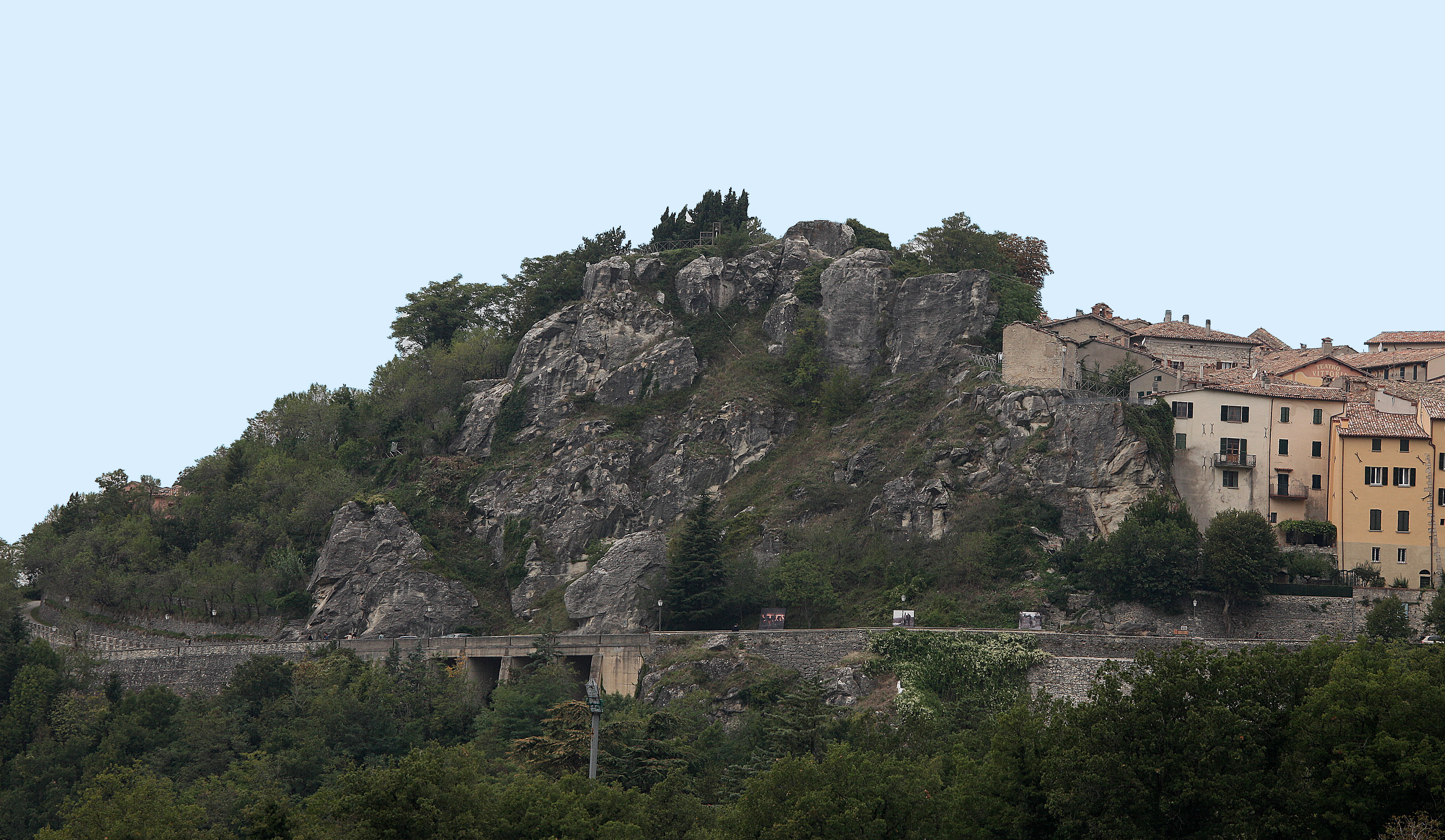
Il cosiddetto Castello di Penna, un tratto caratteristico delle Mura Malatestiane

- Torre di Maciano, in frazione Maciano.
- Torre di Bascio, in località Molino di Bascio.

## Società

### Evoluzione demografica
Abitanti censiti

### Etnie e minoranze straniere
Secondo i dati ISTAT al 31 dicembre 2014 la popolazione straniera residente era di 152 persone. Le nazionalità maggiormente rappresentate, in base alla loro percentuale sul totale della popolazione residente, erano:
1. Albania, 39 (1,33%)
2. Romania, 34 (1,16%)

### Religione
Pennabilli è sede della diocesi di San Marino-Montefeltro della Chiesa cattolica.
Sulle rocce della Rupe risiede il Monastero delle Agostiniane. Fondato nel 1517, la struttura ha ospitato nei secoli diversi ordini monastici. Nel 2005 e nel 2009 ha ricevuto la visita del priore generale degli Agostiniani, padre Robert Prevost, eletto Papa nel 2025.

## Cultura

### Pennabilli e il Tibet

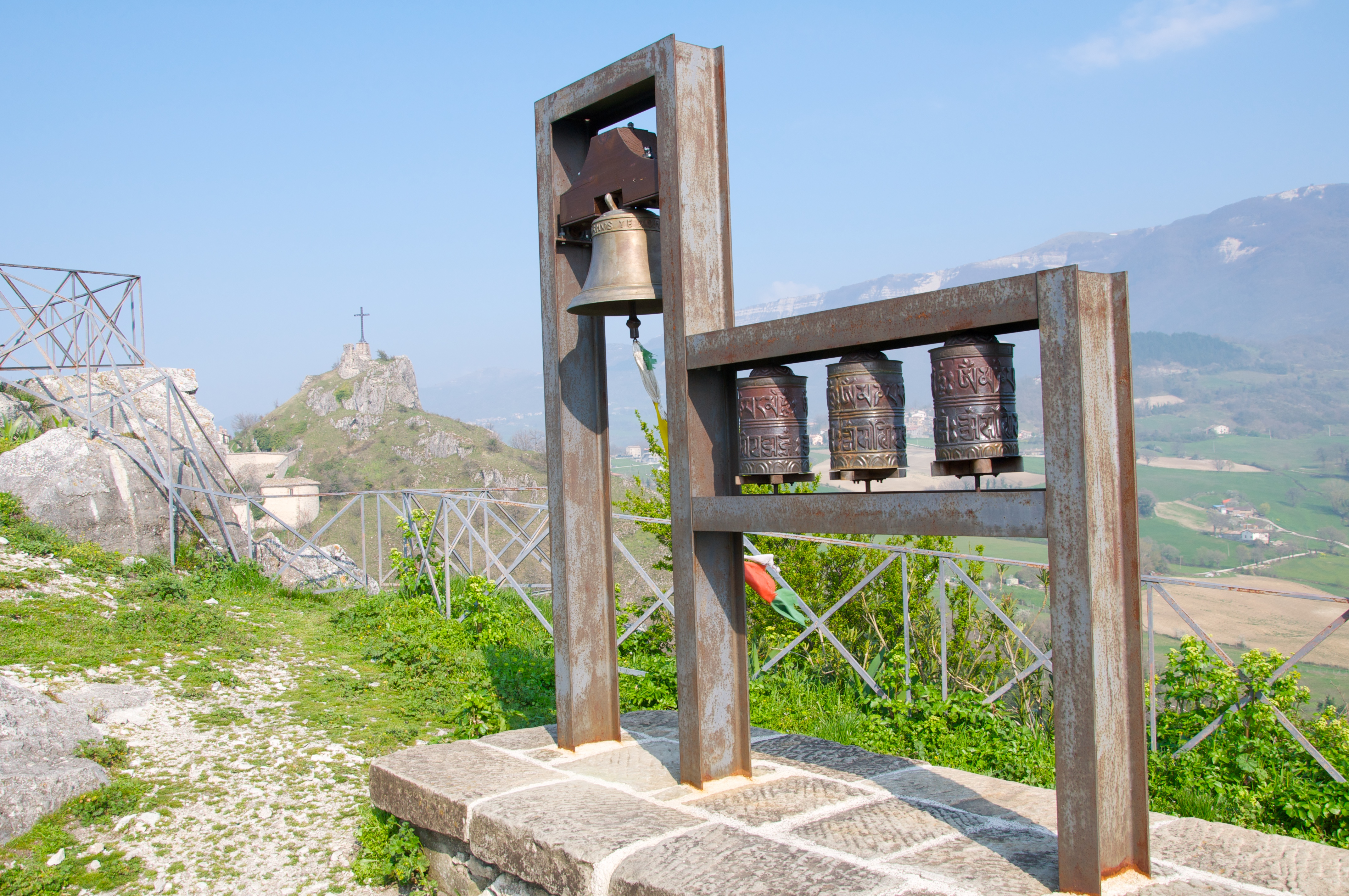
Le ruote della preghiera sulla cima del paese

Pennabilli è stretta da un forte legame con il Tibet risalente al XVIII secolo, quando padre Orazio Olivieri partì dalla città dei Malatesta per fondare una missione cattolica a Lhasa. Nella capitale tibetana creò un ottimo rapporto con i monaci e la popolazione: portò la prima stamperia a caratteri mobili e scrisse il primo dizionario italo-tibetano successivamente tradotto anche in inglese. Nel 1994 Tenzin Gyatso, XIV Dalai Lama, visitò Pennabilli per celebrare il 250º anniversario della morte del missionario (15 giugno): in quell'occasione scoprì una lapide sulla facciata della casa natale del frate cappuccino.
Nel 2005 si ebbe una seconda visita del Dalai Lama, durante la quale fu inaugurata una struttura metallica a ricordo del missionario pennese. Posta sul colle che domina il paese, è composta da una campana affiancata da tre mulini di preghiera tibetani o manikorlo (liberamente azionabili dai visitatori). La campana è il calco della campana originale della missione di padre Orazio in Tibet. Ciascuna ruota della preghiera presenta in rilievo il mantra buddhista Oṃ Maṇi Padme Hūṃ, in sanscrito ॐ मणि पद्मे हूँ), Salve o Gioiello nel fiore di loto. Secondo la religione tibetana, il gesto di girare la ruota della preghiera assume il significato di un'invocazione rivolta verso il cielo, proprio come il suono di una campana.

### Musei

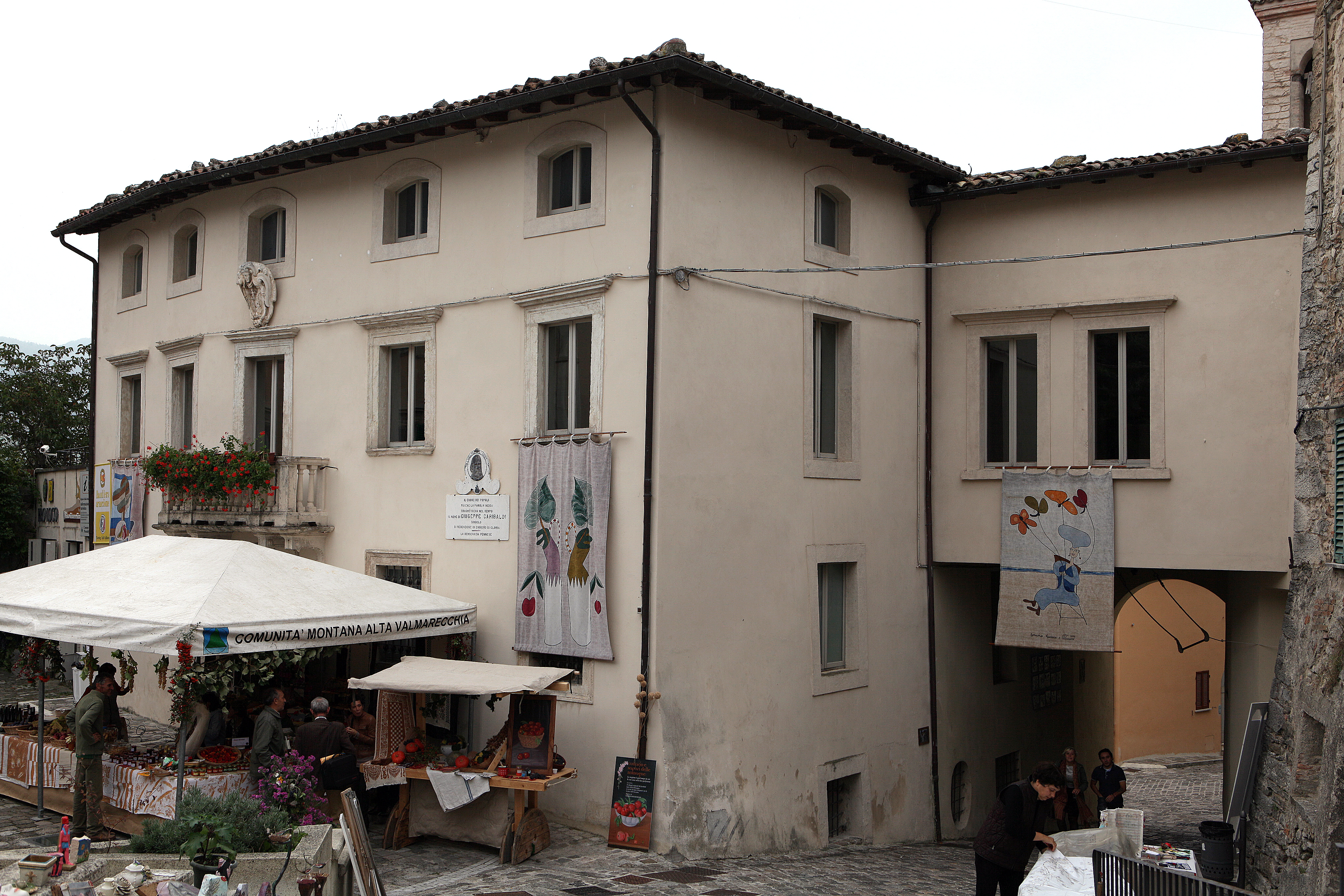
Il Museo del calcolo Mateureka

- Museo del calcolo Mateureka, uno dei pochi musei italiani dedicati alla storia della matematica e degli strumenti di calcolo. È ospitato nelle sale dell'antico Palazzo comunale.
- Museo diocesano del Montefeltro "A. Bergamaschi". È nell'antico Palazzo comunale.
- Museo naturalistico.
- Il mondo di Tonino Guerra, museo sito nei locali della chiesa della Misericordia[19].

### Teatri

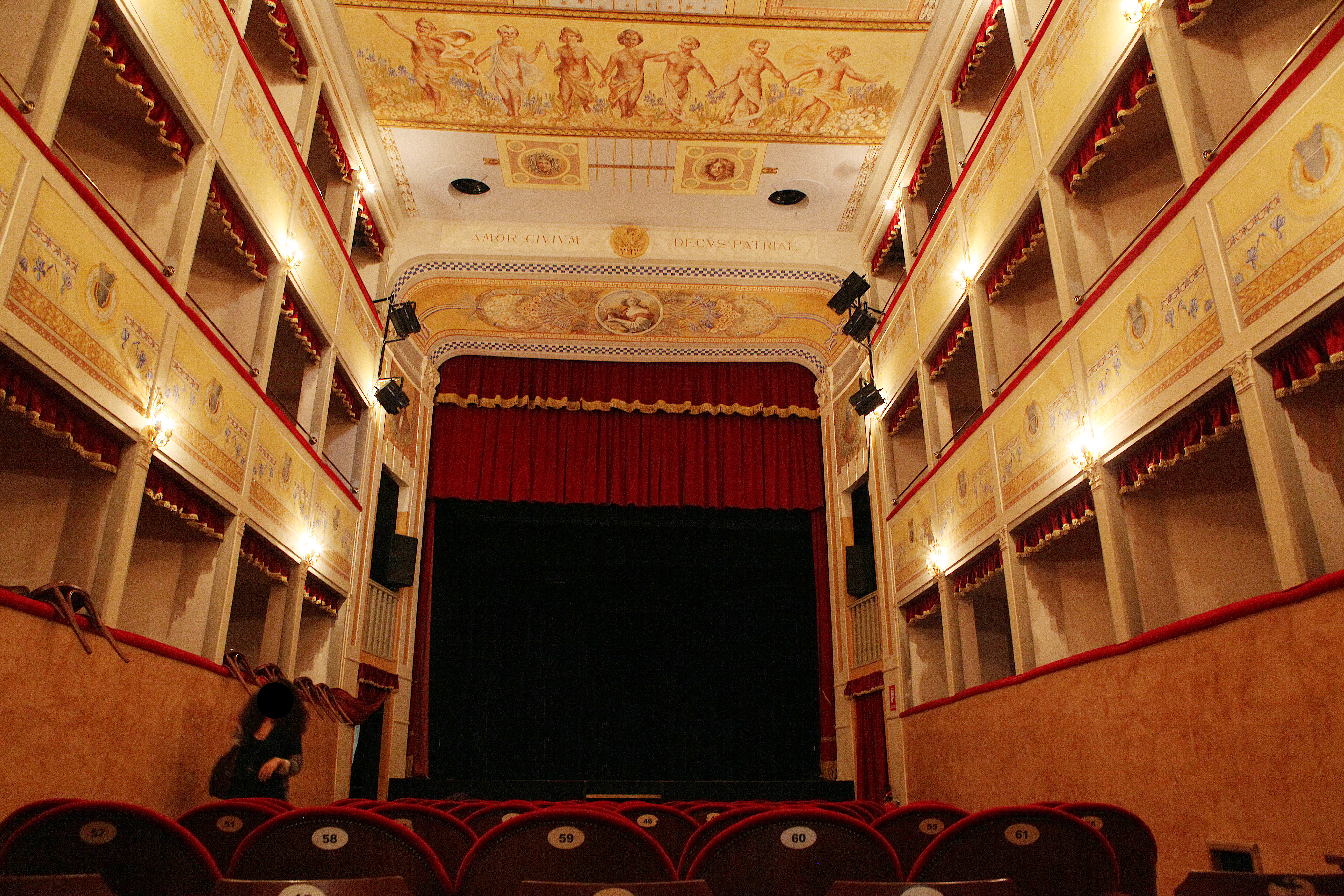
Il Teatro Vittoria

- Teatro Vittoria.

### Eventi
- Processione dei giudei: rievocazione della Via Crucis. Si svolge il Venerdì Santo. Il corteo parte dalla chiesa della Misericordia e sfila dal castello di Penna a quello di Billi. Al termine viene rappresentata la rievocazione della passione di Gesù[20];
- Artisti in piazza: festival internazionale di arti performative. Dal 1997 si svolge ogni anno tra la fine di maggio e l'inizio di giugno[21];
- Mostra mercato nazionale dell'antiquariato: rassegna storica d'arte antica che dal 1970 si svolge nel luglio di ogni anno[22].

## Economia

### Artigianato
Sono diffuse attività nei campi dell'arte del ricamo e della tessitura, con la realizzazione di tappeti e di coperte di lana, impreziositi da elementi decorativi che richiamano il mondo pastorale.
Nella località di Ponte Messa si trova un grande impianto di produzione di farmaci.

## Amministrazione
Di seguito è presentata una tabella relativa alle amministrazioni che si sono succedute in questo comune.
| Periodo        | Periodo        | Primo cittadino  | Partito                         | Carica  | Note   |
| -------------- | -------------- | ---------------- | ------------------------------- | ------- | ------ |
| 24 giugno 1985 | 6 giugno 1990  | Vasco Fucili     | Democrazia Cristiana            | Sindaco | [ 24 ] |
| 6 giugno 1990  | 24 aprile 1995 | Roberto Busca    | Democrazia Cristiana            | Sindaco | [ 24 ] |
| 24 aprile 1995 | 14 giugno 1999 | Renzo Baldoni    | lista civica di centro-sinistra | Sindaco | [ 24 ] |
| 14 giugno 1999 | 14 giugno 2004 | Francesco Donati | lista civica di centro-destra   | Sindaco | [ 24 ] |
| 14 giugno 2004 | 8 giugno 2009  | Stefano Paolucci | lista civica di centro-destra   | Sindaco | [ 24 ] |
| 8 giugno 2009  | 30 marzo 2010  | Antonio Valli    | lista civica di centro-sinistra | Sindaco | [ 24 ] |
| 17 maggio 2011 | 5 giugno 2016  | Lorenzo Valenti  | lista civica Una storia nuova   | Sindaco | [ 24 ] |
| 5 giugno 2016  | 4 ottobre 2021 | Mauro Giannini   | lista civica Identità montana   | Sindaco | [ 24 ] |
| 4 ottobre 2021 | in carica      | Mauro Giannini   | lista civica Identità montana   | Sindaco | [ 24 ] |

## Sport
La squadra di calcio locale è l'Atletico Marecchia che milita in Terza Categoria.